# Zespół Pieśni Dawnej Uniwersytetu Kazimierza Wielkiego
Zespół Pieśni Dawnej Uniwersytetu Kazimierza Wielkiego w Bydgoszczy – polski chór mieszany będący częścią kulturalnej działalności Uniwersytetu Kazimierza Wielkiego w Bydgoszczy.

## Charakterystyka
Chór liczy około kilkadziesiąt osób, studentów Instytutu Wychowania Muzycznego UKW. Jego repertuar obejmuje utwory muzyki dawnej. 

## Historia
Zespół powstał w 1974 r. przy Instytucie Wychowania Muzycznego Wyższej Szkoły Pedagogicznej w Bydgoszczy, z inicjatywy dyrygenta i pedagoga prof. Jana Lacha. W okresie wieloletniej działalności artystycznej brał udział w licznych uroczystościach uczelnianych, miejskich, wojewódzkich i kościelnych. Jako członek Polskiego Związku Chórów i Orkiestr uczestniczył w przeglądach i konkursach chóralnych w wielu miastach województwa kujawsko-pomorskiego oraz m.in. w Warszawie, Wrocławiu, Poznaniu, Częstochowie, Szczecinie, Koszalinie, Gdańsku, a także w kilkunastu krajach Europy. 

## Wybrane nagrody i wyróżnienia
- Puchar Wojewody Bydgoskiego w kategorii chórów akademickich (1985)
- Nagroda imienia prof. E. Maćkowiaka za najlepsze wykonanie muzyki inspirowanej folklorem na XXI Międzynarodowym Festiwalu Pieśni Chóralnej w Międzyzdrojach (1986),
- II i III miejsce w czasie Dni Muzyki Cerkiewnej w Hajnówce (1986, 1988),
- Nagroda Stowarzyszenia Działaczy Kultury Morskiej w Gdyni na XI Festiwalu Pieśni o Morzu w Wejherowie (1987).